# Cinq Survivants
Pour les articles homonymes, voir Five.
Pour plus de détails, voir Fiche technique et Distribution.
Cinq Survivants (Five) est un film américain de science-fiction post-apocalyptique produit, dirigé et écrit par Arch Oboler en 1951.
Le titre est une référence aux cinq uniques survivants d'une catastrophe nucléaire ayant détruit l'espèce humaine.

## Synopsis
Après une catastrophe nucléaire, cinq survivants, 4 blancs et un noir, trouvent refuge dans une maison abandonnée : une femme enceinte, un guide de l'Empire State Building, un caissier de la banque de Santa Barbara, un employé de la même banque et un explorateur.
Des tensions se forment dans le groupe, certains prônent un retour à la terre et à l'agriculture quand d'autres souhaitent vivre du pillage des restes de l'humanité.

## Fiche technique
- Réalisation : Arch Oboler
- Date de sortie : 1951

## Distribution
- William Phipps : Michael Rogin
- Susan Douglas Rubeš : Roseanne Rogers
- James Anderson : Eric
- Charles Lampkin : Charles
- Earl Lee : Oliver P. Barnstaple

## Autour du film
La maison abandonnée utilisée dans le film appartenait au réalisateur Arch Oboler et a été conçue par l’architecte Frank Lloyd Wright. Elle a été détruite en 2018 lors de l'incendie Woolsey Fire.